# فرودگاه شهری باتنویل

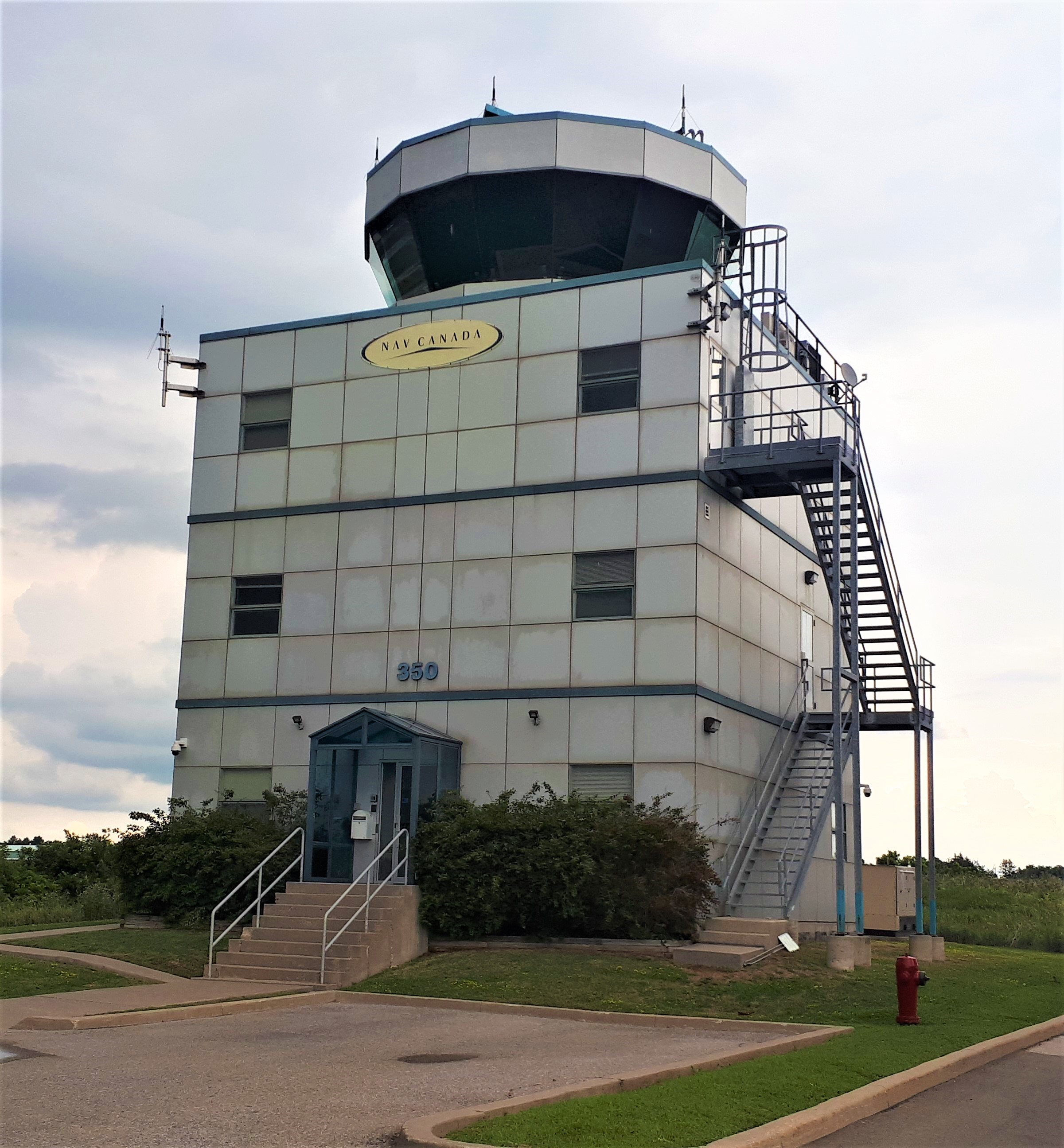
برج کنترل ترافیک فرودگاه شهری باتنویل

فرودگاه شهری باتنویل (به انگلیسی: Buttonville Municipal Airport) یک فرودگاه همگانی باربری با کد یاتا YKZ است که دو باند فرود آسفالت دارد و طول باندهای آن ۱۱۸۸ متر و ۸۲۱ متر است. این فرودگاه در کشور کانادا قرار دارد و در ارتفاع ۱۹۸ متری (۶۵۰ فوت) از سطح دریا واقع شده‌است.